# Биљановац
Биљановац је насеље у Србији у општини Рашка у Рашком округу. Према попису из 2022. било је 468 становника.

## Демографија
У насељу Биљановац живи 471 пунолетни становник, а просечна старост становништва износи 40,1 година (38,5 код мушкараца и 41,7 код жена). У насељу има 179 домаћинстава, а просечан број чланова по домаћинству је 3,28.
Ово насеље је великим делом насељено Србима (према попису из 2002. године).
|  |

| Демографија | Демографија | Демографија |
| Година      | Становника  | Становника  |
| ----------- | ----------- | ----------- |
| 1948.       | 254         |             |
| 1953.       | 307         |             |
| 1961.       | 421         |             |
| 1971.       | 408         |             |
| 1981.       | 505         |             |
| 1991.       | 610         | 587         |
| 2002.       | 587         | 625         |

| Етнички састав према попису из 2002.‍ | Етнички састав према попису из 2002.‍ | Етнички састав према попису из 2002.‍ | Етнички састав према попису из 2002.‍ | Етнички састав према попису из 2002.‍ |
| ------------------------------------ | ------------------------------------ | ------------------------------------ | ------------------------------------ | ------------------------------------ |
|                                      |                                      |                                      |                                      |                                      |
| Срби                                 | Срби                                 |                                      | 585                                  | 99,65%                               |
| Руси                                 | Руси                                 |                                      | 1                                    | 0,17%                                |
| непознато                            | непознато                            |                                      | 1                                    | 0,17%                                |

| Година пописа     | 1948. | 1953. | 1961. | 1971. | 1981. | 1991. | 2002. |
| ----------------- | ----- | ----- | ----- | ----- | ----- | ----- | ----- |
| Број домаћинстава | 55    | 57    | 92    | 100   | 132   | 176   | 179   |

| Број чланова      | 1  | 2  | 3  | 4  | 5  | 6  | 7 | 8 | 9 | 10 и више | Просек |
| ----------------- | -- | -- | -- | -- | -- | -- | - | - | - | --------- | ------ |
| Број домаћинстава | 29 | 37 | 36 | 38 | 17 | 18 | 2 | 1 | 1 | 0         | 3,28   |

| Пол    | Укупно | Неожењен/Неудата | Ожењен/Удата | Удовац/Удовица | Разведен/Разведена | Непознато |
| ------ | ------ | ---------------- | ------------ | -------------- | ------------------ | --------- |
| Мушки  | 249    | 78               | 163          | 7              | 1                  | 0         |
| Женски | 248    | 40               | 159          | 47             | 2                  | 0         |
| УКУПНО | 497    | 118              | 322          | 54             | 3                  | 0         |

| Пол    | Укупно                    | Пољопривреда, лов и шумарство | Рибарство                            | Вађење руде и камена | Прерађивачка индустрија       |
| ------ | ------------------------- | ----------------------------- | ------------------------------------ | -------------------- | ----------------------------- |
| Мушки  | 127                       | 8                             | 0                                    | 21                   | 46                            |
| Женски | 44                        | 4                             | 0                                    | 1                    | 21                            |
| УКУПНО | 171                       | 12                            | 0                                    | 22                   | 67                            |
| Пол    | Производња и снабдевање   | Грађевинарство                | Трговина                             | Хотели и ресторани   | Саобраћај, складиштење и везе |
| Мушки  | 1                         | 10                            | 9                                    | 1                    | 15                            |
| Женски | 0                         | 0                             | 6                                    | 4                    | 1                             |
| УКУПНО | 1                         | 10                            | 15                                   | 5                    | 16                            |
| Пол    | Финансијско посредовање   | Некретнине                    | Државна управа и одбрана             | Образовање           | Здравствени и социјални рад   |
| Мушки  | 0                         | 2                             | 4                                    | 0                    | 0                             |
| Женски | 0                         | 2                             | 1                                    | 0                    | 1                             |
| УКУПНО | 0                         | 4                             | 5                                    | 0                    | 1                             |
| Пол    | Остале услужне активности | Приватна домаћинства          | Екстериторијалне организације и тела | Непознато            | Непознато                     |
| Мушки  | 0                         | 0                             | 0                                    | 10                   | 10                            |
| Женски | 0                         | 0                             | 0                                    | 3                    | 3                             |
| УКУПНО | 0                         | 0                             | 0                                    | 13                   | 13                            |